# Grand Prix Formule 1 van Groot-Brittannië 1959
De Grand Prix Formule 1 van Groot-Brittannië 1959 werd gehouden op 18 juli op het circuit van Aintree. Het was de vijfde race van het seizoen.

## Uitslag
| Pos. | Nr. | Coureur             | Constructeur    | Rondes | Tijd / Oorzaak uitval | Grid | Punten |
| ---- | --- | ------------------- | --------------- | ------ | --------------------- | ---- | ------ |
| 1    | 12  | Jack Brabham        | Cooper-Climax   | 75     | 2:30:11.6             | 1    | 8      |
| 2    | 6   | Stirling Moss       | BRM             | 75     | + 22.2                | 7    | 61⁄2S  |
| 3    | 16  | Bruce McLaren       | Cooper-Climax   | 75     | + 22.4                | 8    | 41⁄2S  |
| 4    | 8   | Harry Schell        | BRM             | 74     | + 1 Ronde             | 3    | 3      |
| 5    | 18  | Maurice Trintignant | Cooper-Climax   | 74     | + 1 Ronde             | 4    | 2      |
| 6    | 2   | Roy Salvadori       | Aston Martin    | 74     | + 1 Ronde             | 2    |        |
| 7    | 14  | Masten Gregory      | Cooper-Climax   | 73     | + 2 Rondes            | 5    |        |
| 8    | 30  | Alan Stacey         | Lotus-Climax    | 71     | + 4 Rondes            | 12   |        |
| 9    | 28  | Graham Hill         | Lotus-Climax    | 70     | + 5 Rondes            | 9    |        |
| 10   | 48  | Chris Bristow       | Cooper-Borgward | 70     | + 5 Rondes            | 16   |        |
| 11   | 58  | Henry Taylor        | Cooper-Climax   | 69     | + 6 Rondes            | 21   |        |
| 12   | 52  | Peter Ashdown       | Cooper-Climax   | 69     | + 6 Rondes            | 23   |        |
| 13   | 46  | Ivor Bueb           | Cooper-Borgward | 69     | + 6 Rondes            | 18   |        |
| NF   | 4   | Carroll Shelby      | Aston Martin    | 69     | Ontsteking            | 6    |        |
| NF   | 40  | Fritz d'Orey        | Maserati        | 57     | Ongeluk               | 20   |        |
| NF   | 42  | Ron Flockhart       | BRM             | 53     | Spin                  | 11   |        |
| NF   | 38  | Jack Fairman        | Cooper-Climax   | 39     | Versnellingsbak       | 15   |        |
| NF   | 10  | Jo Bonnier          | BRM             | 37     | Remmen                | 10   |        |
| NF   | 22  | Ian Burgess         | Cooper-Maserati | 31     | Transmissie           | 13   |        |
| NF   | 24  | Hans Herrmann       | Cooper-Maserati | 21     | Versnellingsbak       | 19   |        |
| NF   | 64  | David Piper         | Lotus-Climax    | 19     | Oververhitting        | 22   |        |
| NF   | 36  | Brian Naylor        | JBW-Maserati    | 18     | Transmissie           | 14   |        |
| NF   | 50  | Mike Taylor         | Cooper-Climax   | 17     | Transmissie           | 24   |        |
| NF   | 20  | Tony Brooks         | Vanwall         | 13     | Ontsteking            | 17   |        |
| NQ   | 54  | Keith Greene        | Cooper-Climax   |        |                       |      |        |
| NQ   | 56  | Bill Moss           | Cooper-Climax   |        |                       |      |        |
| NQ   | 60  | Mike Parkes         | Fry-Climax      |        |                       |      |        |
| NQ   | 62  | Dennis Taylor       | Lotus-Climax    |        |                       |      |        |
| NQ   | 44  | Trevor Taylor       | Cooper-Climax   |        |                       |      |        |
| NQ   | 66  | Tim Parnell         | Cooper-Climax   |        |                       |      |        |

## Noot
- Dit was het debuut voor de Britse coureurs Peter Ashdown, Chris Bristow, Keith Greene, Bill Moss, Mike Parkes, Tim Parnell, David Piper, Dennis Taylor, Henry Taylor, Mike Taylor en Trevor Taylor.
- Vijfde Grand Prix-start voor een Nieuw-Zeelandse coureur.
- Eerste pole position voor Jack Brabham en een Australische coureur.
- Eerste snelste ronde en podiumplaats voor Bruce McLaren en een Nieuw-Zeelandse coureur.

1926 · 1927 · 1948 · 1949 · 1950 · 1951 · 1952 · 1953 · 1954 · 1955 · 1956 · 1957 · 1958 · 1959 · 1960 · 1961 · 1962 · 1963 · 1964 · 1965 · 1966 · 1967 · 1968 · 1969 · 1970 · 1971 · 1972 · 1973 · 1974 · 1975 · 1976 · 1977 · 1978 · 1979 · 1980 · 1981 · 1982 · 1983 · 1984 · 1985 · 1986 · 1987 · 1988 · 1989 · 1990 · 1991 · 1992 · 1993 · 1994 · 1995 · 1996 · 1997 · 1998 · 1999 · 2000 · 2001 · 2002 · 2003 · 2004 · 2005 · 2006 · 2007 · 2008 · 2009 · 2010 · 2011 · 2012 · 2013 · 2014 · 2015 · 2016 · 2017 · 2018 · 2019 · 2020 · 2021 · 2022 · 2023 · 2024 · 2025 · 2026 · 2027 · 2028 · 2029 · 2030 · 2031 · 2032 · 2033 · 2034